# Gornji Svračak
Sfaraçak i Epërm en albanais et Gornji Svračak en serbe latin (en serbe cyrillique : Горњи Сврачак) est une localité du Kosovo située dans la commune/municipalité de Vushtrri/Vučitrn et dans le district de Mitrovicë/Kosovska Mitrovica. Selon le recensement kosovar de 2011, elle compte 353 habitants, tous albanais.

## Démographie

### Évolution historique de la population dans la localité
| 1948 | 1953 | 1961 | 1971 | 1981 | 1991 | 2011 |
| ---- | ---- | ---- | ---- | ---- | ---- | ---- |
| 155  | 171  | 177  | 191  | 212  | 211  | 353  |

|  |